# Cynorkis muscicola
Cynorkis muscicola är en orkidéart som beskrevs av Jean Marie Bosser. Cynorkis muscicola ingår i släktet Cynorkis, och familjen orkidéer. Inga underarter finns listade i Catalogue of Life.